# Puchar Kontynentalny w skokach narciarskich 1994/1995
Puchar Kontynentalny w skokach narciarskich 1994/1995 – czwarta edycja cyklu Pucharu Kontynentalnego, w tym druga pod tą nazwą (wcześniej jako Puchar Europy). Rozpoczął się 3 grudnia 1994, a ostatni konkurs odbył się 9 kwietnia 1995. Zwycięzcą klasyfikacji generalnej został Fin Olli Happonen, przed Martinem Höllwarthem i Risto Jussilainenem.

## Kalendarz i wyniki
Opracowano na podstawie
| Lp                                            | Data                                          | Miejscowość                                   | Skocznia                                      | Punkt K                                       | Uwagi                                         | 1. miejsce            | 2. miejsce                   | 3. miejsce            |
| --------------------------------------------- | --------------------------------------------- | --------------------------------------------- | --------------------------------------------- | --------------------------------------------- | --------------------------------------------- | --------------------- | ---------------------------- | --------------------- |
| 1.                                            | 3 grudnia 1994                                | Lillehammer                                   | Lysgårdsbakken                                | K-120                                         | -                                             | Lasse Ottesen         | Kazuyoshi Funaki             | Espen Bredesen        |
| 2.                                            | 4 grudnia 1994                                | Lillehammer                                   | Lysgårdsbakken                                | K-120                                         | -                                             | Roberto Cecon         | Lasse Ottesen                | Kazuyoshi Funaki      |
| 3.                                            | 15 grudnia 1994                               | Jyväskylä                                     | Laajavuori                                    | K-100                                         | -                                             | Jani Soininen         | Tero Turkki                  | Naoto Itō             |
| 4.                                            | 17 grudnia 1994                               | Lahti                                         | Salpausselkä                                  | K-114                                         | -                                             | Andreas Goldberger    | Kazuyoshi Funaki             | Nicolas Jean-Prost    |
| 5.                                            | 18 grudnia 1994                               | Lahti                                         | Salpausselkä                                  | K-90                                          | -                                             | Kazuyoshi Funaki      | Janne Ahonen                 | Andreas Goldberger    |
| 6.                                            | 26 grudnia 1994                               | Sankt Moritz                                  | Olympiaschanze                                | K-95                                          | -                                             | Steffen Siebert       | Sylvain Freiholz             | Kjetil Moen           |
| 7.                                            | 31 grudnia 1994                               | Lake Placid                                   | Mackenzie Intervale                           | K-120                                         | -                                             | Knut Müller           | Richard Foldl                | Randy Weber           |
| 8.                                            | 1 stycznia 1995                               | Lake Placid                                   | Mackenzie Intervale                           | K-120                                         | -                                             | Knut Müller           | Risto Jussilainen            | Vesa Hakala           |
| 9.                                            | 7 stycznia 1995                               | Planica                                       | Bloudkova velikanka                           | K-95                                          | -                                             | Sven Hannawald        | Heinz Kuttin                 | Kent Johanssen        |
| 10.                                           | 8 stycznia 1995                               | Planica                                       | Bloudkova velikanka                           | K-95                                          | -                                             | Ronny Hornschuh       | Sven Hannawald               | Didier Mollard        |
| 11.                                           | 14 stycznia 1995                              | Courchevel                                    | Tremplin du Praz                              | K-90                                          | -                                             | Primož Kopač          | Jérôme Gay                   | Andreas Beck          |
| 12.                                           | 15 stycznia 1995                              | Courchevel                                    | Tremplin du Praz                              | K-90                                          | -                                             | Lucas Chevalier-Girod | Jérôme Gay                   | Jakub Jiroutek        |
| 13.                                           | 14 stycznia 1995                              | Sapporo                                       | Ōkurayama                                     | K-115                                         | -                                             | Kazuyoshi Funaki      | Takanobu Okabe               | Jin’ya Nishikata      |
| 14.                                           | 15 stycznia 1995                              | Sapporo                                       | Miyanomori                                    | K-90                                          | -                                             | Kazuyoshi Funaki      | Keisuke Sugiyama             | Naoto Itō             |
| 15.                                           | 16 stycznia 1995                              | Sapporo                                       | Miyanomori                                    | K-90                                          | -                                             | Naoki Yasuzaki        | Jin’ya Nishikata             | Takanobu Okabe        |
| 16.                                           | 20 stycznia 1995                              | Szczyrbskie Jezioro                           | MS1970                                        | K-90                                          | -                                             | Martin Höllwarth      | František Jež                | Andreas Beck          |
| 17.                                           | 21 stycznia 1995                              | Gallio                                        | Trampolino di Pakstall                        | K-95                                          | -                                             | R. Schwarzenberger    | Lucas Chevalier-Girod        | Werner Schernthaner   |
| 18.                                           | 22 stycznia 1995                              | Gallio                                        | Trampolino di Pakstall                        | K-95                                          | -                                             | Roberto Cecon         | R. Schwarzenberger           | Lucas Chevalier-Girod |
| 19.                                           | 21 stycznia 1995                              | Zakopane                                      | Średnia Krokiew                               | K-85                                          | -                                             | František Jež         | Christian Samitz             | Tero Turkki           |
| 20.                                           | 22 stycznia 1995                              | Zakopane                                      | Wielka Krokiew                                | K-116                                         | -                                             | Arve Vorvik           | Olli Happonen                | František Jež         |
| 21.                                           | 28 stycznia 1995                              | Liberec                                       | Ještěd                                        | K-90                                          | TCz                                           | Ingemar Mayr          | Siergiej Misjejew            | Steven Miehe          |
| 22.                                           | 29 stycznia 1995                              | Liberec                                       | Ještěd                                        | K-90                                          | TCz                                           | Sturle Holseter       | Pavel Věchet                 | Ingemar Mayr          |
| Turniej Czeski – klasyfikacja końcowa         | Turniej Czeski – klasyfikacja końcowa         | Turniej Czeski – klasyfikacja końcowa         | Turniej Czeski – klasyfikacja końcowa         | Turniej Czeski – klasyfikacja końcowa         | Turniej Czeski – klasyfikacja końcowa         | Ingemar Mayr          | Sturle Holseter              | Matthias Wallner      |
|                                               | 29 stycznia 1995                              | Astún                                         | Trampolín de Saltos Valle de Astún            | K-90                                          | -                                             | brak danych           | brak danych                  | brak danych           |
| 23.                                           | 3 lutego 1995                                 | Reit im Winkl                                 | Franz-Haslberger-Schanze                      | K-90                                          | -                                             | Arve Vorvik           | Ronny Hornschuh              | Werner Schernthaner   |
| 24.                                           | 4 lutego 1995                                 | Saalfelden                                    | Bibergschanze                                 | K-85                                          | -                                             | Arve Vorvik           | Kjetil Moen                  | Olli Happonen         |
| 25.                                           | 5 lutego 1995                                 | Ruhpolding                                    | Zirmbergschanze                               | K-115                                         | -                                             | Sturle Holseter       | Ronny Hornschuh              | Kjetil Moen           |
| 26.                                           | 11 lutego 1995                                | Westby                                        | Snowflake                                     | K-108                                         | -                                             | Steve Delaup          | Brendan Doran                | Tomáš Goder           |
|                                               | 12 lutego 1995                                | Westby                                        | Snowflake                                     | K-108                                         | -                                             | brak danych           | brak danych                  | brak danych           |
| 27.                                           | 18 lutego 1995                                | Iron Mountain                                 | Pine Mountain Jump                            | K-120                                         | -                                             | Ladislav Dluhoš       | Gerhard Schallert            | Matthias Wallner      |
|                                               | 19 lutego 1995                                | Iron Mountain                                 | Pine Mountain Jump                            | K-120                                         | -                                             | brak danych           | brak danych                  | brak danych           |
| 28.                                           | 25 lutego 1995                                | Sapporo                                       | Ōkurayama                                     | K-115                                         | -                                             | Naoto Itō             | Hiroya Saitō                 | Masayuki Satō         |
| 29.                                           | 25 lutego 1995                                | Ishpeming                                     | Suicide Hill                                  | K-90                                          | -                                             | Tomáš Goder           | Kjetil Moen                  | Ruddy Jardiné         |
|                                               | 26 lutego 1995                                | Ishpeming                                     | Suicide Hill                                  | K-90                                          | -                                             | brak danych           | brak danych                  | brak danych           |
| 30.                                           | 1 marca 1995                                  | Zaō                                           | Yamagata                                      | K-90                                          | -                                             | Kazuhiro Higashi      | Kenji Suda                   | Takuya Takeuchi       |
| 31.                                           | 2 marca 1995                                  | Zaō                                           | Yamagata                                      | K-90                                          | -                                             | Kazuhiro Higashi      | Stefan Metzler               | Jun Shibuya           |
| 32.                                           | 4 marca 1995                                  | Schönwald                                     | Adlerschanzen                                 | K-85                                          | TSch                                          | Martin Höllwarth      | Olli Happonen                | Samo Gostiša          |
| 33.                                           | 5 marca 1995                                  | Schönwald                                     | Adlerschanzen                                 | K-85                                          | TSch                                          | Martin Höllwarth      | Olli Happonen                | Risto Jussilainen     |
| Turniej Schwarzwaldzki – klasyfikacja końcowa | Turniej Schwarzwaldzki – klasyfikacja końcowa | Turniej Schwarzwaldzki – klasyfikacja końcowa | Turniej Schwarzwaldzki – klasyfikacja końcowa | Turniej Schwarzwaldzki – klasyfikacja końcowa | Turniej Schwarzwaldzki – klasyfikacja końcowa | Martin Höllwarth      | Olli Happonen                | Samo Gostiša          |
| 34.                                           | 10 marca 1995                                 | Sprova                                        | Steinfjellbakken                              | K-90                                          | -                                             | Olli Happonen         | Risto Jussilainen            | Pasi Kytösaho         |
| 35.                                           | 11 marca 1995                                 | Sprova                                        | Steinfjellbakken                              | K-90                                          | -                                             | Olli Happonen         | Frode Håre Risto Jussilainen | -                     |
| 36.                                           | 26 marca 1995                                 | Ruka                                          | Rukatunturi                                   | K-120                                         | -                                             | Arve Vorvik           | Tero Turkki                  | Ari-Pekka Nikkola     |
| 37.                                           | 2 kwietnia 1995                               | Gällivare                                     | Dundretkullen                                 | K-90                                          | -                                             | Arve Vorvik           | Martin Höllwarth             | Risto Jussilainen     |
| 38.                                           | 8 kwietnia 1995                               | Rovaniemi                                     | Ounasvaara                                    | K-90                                          | -                                             | Mika Laitinen         | Martin Höllwarth             | Tero Turkki           |
| 39.                                           | 9 kwietnia 1995                               | Rovaniemi                                     | Ounasvaara                                    | K-90                                          | -                                             | Martin Höllwarth      | Mika Laitinen                | Tero Turkki           |

## Klasyfikacja generalna
| Miejsce | Zawodnik              | Punkty |
| ------- | --------------------- | ------ |
| 1.      | Olli Happonen         | 867    |
| 2.      | Martin Höllwarth      | 862    |
| 3.      | Risto Jussilainen     | 653    |
| 4.      | Arve Vorvik           | 642    |
| 5.      | Gerhard Schallert     | 632    |
| 6.      | Tero Turkki           | 573    |
| 7.      | Kazuyoshi Funaki      | 570    |
| 8.      | Kjetil Moen           | 559    |
| 9.      | Matthias Wallner      | 535    |
| 10.     | Ronny Hornschuh       | 532    |
| 11.     | Andreas Beck          | 500    |
| 12.     | Sturle Holseter       | 451    |
| 13.     | Knut Müller           | 436    |
| 14.     | Sven Hannawald        | 396    |
| 15.     | Naoto Itō             | 368    |
| 16.     | František Jež         | 345    |
| 17.     | Lucas Chevalier-Girod | 340    |
| 18.     | Kazuhiro Higashi      | 334    |
| 18.     | Pasi Kytösaho         | 325    |
| 20.     | Christian Samitz      | 303    |
| ...     |                       |        |